# Округ Сењец
Округ Сењец (слч. Okres Senec) округ је у Братиславском крају, у Словачкој Републици. Административно средиште округа је град Сењец.

## Географија
Налази се у југоисточном дијелу Братиславског краја.
Граничи:
- на сјеверу је Округ Пезинок,
- источно Трнавски крај,
- западно Округ Братислава II,
- јужно Округ Братислава V.

Клима је умјерено континентална.

## Становништво
| Година:    | 1994.  | 2004.   | 2014.    | 2024.    |
| ---------- | ------ | ------- | -------- | -------- |
| Број људи: | 50 299 | 54 747  | 75 001   | 106 951  |
| Разлика:   |        | +8,84 % | +36,99 % | +42,59 % |

| Година:    | 2023.   | 2024.   |
| ---------- | ------- | ------- |
| Број људи: | 105 075 | 106 951 |
| Разлика:   |         | +1,78 % |

Према подацима о броју становника из 2011. године округ је имао 67.585 становника. Словаци чине 77,41% становништва.
| Етнички састав (2011)‍ | Етнички састав (2011)‍ | Етнички састав (2011)‍ | Етнички састав (2011)‍ | Етнички састав (2011)‍ |
| --------------------- | --------------------- | --------------------- | --------------------- | --------------------- |
|                       |                       |                       |                       |                       |
| Словаци               | Словаци               |                       | 0                     | 77,41%                |
| Мађари                | Мађари                |                       | 0                     | 13,78%                |
| Чеси                  | Чеси                  |                       | 0                     | 0,67%                 |
| остали, непознато     | остали, непознато     |                       | 0                     | 8,14%                 |

## Насеља
У округу се налази један град и 28 насељених мјеста.